# Vachères
Vachères település Franciaországban, Alpes-de-Haute-Provence megyében. Lakosainak száma 318 fő (2022. január 1.). Vachères Aubenas-les-Alpes, Banon, Oppedette, Reillanne, Revest-des-Brousses, Sainte-Croix-à-Lauze és Simiane-la-Rotonde községekkel határos.

## Népesség
A település népessége az elmúlt években az alábbi módon változott:
| Lakosok száma | 142  | 171  | 257  | 292  | 279  | 264  | 283  | 285  | 289  | 318  |
|               | 1968 | 1982 | 1999 | 2006 | 2011 | 2015 | 2017 | 2018 | 2020 | 2022 |